# قائمة حكام يوغياكارتا
هذه قائمة حكام المنطقة الخاصة ليوجياكارتا في إندونيسيا. مُنحت هذه المنطقة نظام حكم ذاتي رسميًا منذ عام 1950 نظرًا لجذورها التي تنحدر من سلطنة يوجياكارتا ، والمساهمة الكبيرة لهذه المنطقة في الثورة الوطنية الإندونيسية ، ومنذ عام 2012 اعترفت حكومة إندونيسيا رسميًا بمنصب السلطان كحاكم وراثي لمنطقة يوجياكارتا الخاصة.  

## القائمة
| # | إسم الحاكم           | تاريخ تولي المنصب | تاريخ ترك المنصب |
| - | -------------------- | ----------------- | ---------------- |
| 1 | هامينجكوبوونو التاسع | 4 مارس 1950       | 3 أكتوبر 1988    |
| 2 | باكو علم الثامن      | 3 أكتوبر 1988     | 11 سيبتمبر 1998  |
| 3 | هامينجكوبوونو العاشر | 3 أكتوبر 1998     | حاليا            |